# Janeth Jepkosgei
Janeth Jepkosgei Busienei (née le 13 décembre 1983 dans le district de Keiyo) est une athlète kényane spécialiste du 800 mètres.

## Biographie
Elle est apparue sur la scène internationale en 2006 en remportant le 800 m des jeux du Commonwealth de 2006 dans le temps 1 min 57 s 58 devant Maria Mutola. Plus tard dans l'année, elle devenait championne d'Afrique et améliorait par deux fois le record du Kenya sur 800 m.
En 2007, elle devenait la première Kényane championne du monde sur 800 m. En finale à Osaka, elle mena la course de bout en bout avec un rythme très élevé qu'aucune de ses concurrentes ne put suivre. L'année suivante, elle monte sur la deuxième marche du podium des Jeux olympiques de Pékin derrière sa compatriote Pamela Jelimo.
En série des Championnats du monde d'athlétisme 2009, avec un passage en tête à 1:00.58 au 400 m, elle tombe lors d'un contact avec Caster Semenya et arrive dernière de sa série en plus de 2 min 11 s, elle est néanmoins requalifiée après appel pour concourir en demi-finale.
En 2010, Janeth Jepkosgei remporte l'épreuve du 800 m de la première Ligue de diamant grâce notamment à ses succès obtenus à Shanghai et à Bruxelles. Elle devance au classement général la Russe Mariya Savinova et l'Américaine Alysia Johnson. En fin de saison 2010, elle s'adjuge le titre de la Coupe continentale de Split devant la Jamaïcaine Kenia Sinclair.
Sa saison 2011 en plein air débute par une 3e place lors du Prefontaine Classic derrière Sinclair et Caster Semenya en 1 min 59 s 15

## Palmarès
| Date | Compétition                   | Lieu             | Résultat | Épreuve   |
| ---- | ----------------------------- | ---------------- | -------- | --------- |
| 2002 | Championnats du monde juniors | Kingston         | 1re      | 800 m     |
| 2006 | Jeux du Commonwealth          | Melbourne        | 1re      | 800 m     |
| 2006 | Championnats d'Afrique        | Bambous          | 1re      | 800 m     |
| 2006 | Finale mondiale               | Stuttgart        | 2e       | 800 m     |
| 2006 | Coupe du monde des nations    | Athènes          | 2e       | 800 m     |
| 2007 | Championnats du monde         | Osaka            | 1re      | 800 m     |
| 2007 | Finale mondiale               | Stuttgart        | 1re      | 800 m     |
| 2008 | Jeux olympiques               | Pékin            | 2e       | 800 m     |
| 2008 | Finale mondiale               | Stuttgart        | 2e       | 800 m     |
| 2009 | Championnats du monde         | Berlin           | 2e       | 800 m     |
| 2010 | Championnats d'Afrique        | Nairobi          | 2e       | 800 m     |
| 2010 | Championnats d'Afrique        | Nairobi          | 2e       | 4 × 400 m |
| 2010 | Ligue de diamant              | Ligue de diamant | 1re      | détails   |
| 2010 | Coupe continentale            | Split            | 1re      | 800 m     |
| 2011 | Championnats du monde         | Daegu            | 2e       | 800 m     |
| 2011 | Ligue de diamant              | Ligue de diamant | 7e       | 800 m     |
| 2012 | Jeux olympiques               | Londres          | 6e       | 800 m     |
| 2014 | Relais mondiaux de l'IAAF     | Nassau           | 2e       | 4 × 800 m |
| 2014 | Championnats d'Afrique        | Marrakech        | 2e       | 800 m     |
| 2014 | Championnats d'Afrique        | Marrakech        | 2e       | 4 × 400 m |

## Records
| Épreuve | Performance   | Lieu  | Date         |
| ------- | ------------- | ----- | ------------ |
| 800 m   | 1 min 56 s 04 | Osaka | 28 août 2007 |